# Sonia O'Neill
Sonia María O'Neill Caroli (Toronto, 19 de agosto de 1994) es una futbolista venezolana nacida en Canadá que juega como mediocampista o defensa central para el London City Lionesses de la FA Women's Championship de Inglaterra. Es internacional con la selección femenina de Venezuela.

## Trayectoria

### Inicios
Comenzó jugando al fútbol a la edad de cuatro años. Desde esa edad hasta los dieciséis practicó con varones, tanto en fútbol como en fútbol de salón. Su formación futbolística la recibió en el North York Hearts Azzurri y en la Master’s Futbol Academy, en Ontario. De niña solía jugar como enganche, pero al crecer fue retrocediendo a las posiciones de volante mixto y contención por su complexión física.
A los diecisiete años se marcharía a los Estados Unidos donde comenzaría a jugar fútbol universitario.

### Fútbol Universitario
O'Neill asistió a la Universidad de Niágara donde jugó con las Niagara Purple Eagles. En su primer año sufrió una lesión de ligamentos cruzados. Debido a eso, tuvo que cambiar su forma de jugar.
Igualmente asistió a la Universidad del Norte de Florida (universidad donde se graduó) donde jugó con las North Florida Ospreys.

### Profesional
Poco tiempo después de graduarse, en mayo de 2017, O'Neill se trasladó a Suecia para jugar con el Husqvarna de la segunda división, anotando dos goles y siendo nombrada la jugadora del partido en su debut. Con el Husqvarna solo pudo jugar dos meses por problemas de visado, hecho que la motivo a regresar a Canadá para tramitar la ciudadanía italiana y evitar inconvenientes similares en el futuro.
Cuando obtuvo la ciudadanía italiana se trasladó a Italia en febrero de 2018 para jugar con la Roma de la Serie B. Para la próxima temporada se marcharía cedida al Pink Bari de la Serie A. En agosto de 2019, se fue a Croacia contratada por el ŽNK Split de primera división. Con el club croata disputó la fase de clasificación de la Liga de Campeones Femenina de la UEFA 2019-20, donde jugó tres partidos y marcó dos goles en 134 minutos. No obstante, no pudo avanzar de ronda. Posteriormente se marcharía a Francia, fichada por el Fleury 91 de la Division 1 Féminine. A principios de 2020, O'Neill emigró a Escocia para jugar con el Rangers. Dejó el club en junio de 2021, y el 9 de septiembre, fue anunciado su regreso al ŽNK Split de la 1. HNLŽ de Croacia.

## Selección nacional
O'Neill era elegible para jugar por cuatro selecciones, entre ellas Canadá, Irlanda, Italia y Venezuela.
A finales de octubre de 2019, jugando para el Fleury 91, fue convocada por la seleccionadora de Venezuela, Pamela Conti, para disputar unos módulos de preparación en Italia. Su debut oficial sería el 8 de abril de 2021 en un partido amistoso que culminó 0:0 ante Argentina en Bilbao, España.
Bajo la dirección de Conti, O'Neill se ha desempeñado tanto en la posición de centrocampista como defensora central.
Participó junto a la Selección femenina de fútbol de Venezuela en la Copa América Femenina 2022, donde finalizaron en el sexto lugar de la tabla general con siete puntos, sumando dos victorias, dos derrotas y un empate.

## Clubes
| Club                  | País       | Año             |
| --------------------- | ---------- | --------------- |
| Husqvarna             | Suecia     | 2017            |
| Roma                  | Italia     | 2018            |
| Pink Bari (Cedida)    | Italia     | 2018 - 2019     |
| ŽNK Split             | Croacia    | 2019            |
| Fleury 91             | Francia    | 2019            |
| Rangers               | Escocia    | 2020 - 2021     |
| ŽNK Split             | Croacia    | 2021 - 2022     |
| Turbine Potsdam       | Alemania   | 2022 - 2023     |
| Turbine Potsdam II    | Alemania   | 2022 - 2023     |
| London City Lionesses | Inglaterra | 2023 - presente |

## Palmarés

### Títulos nacionales
| Título    | Club      | País    | Año     |
| --------- | --------- | ------- | ------- |
| Prva HNLŽ | ŽNK Split | Croacia | 2021-22 |

## Características técnicas
O'Neill es considerada como una centrocampista flexible que puede jugar como defensora central, mediocentro defensiva y mediocentro. Fue descrita por Roberto Piras, su entrenador en la Roma durante su estadía inicial en Europa, como una mediocampista con buena táctica y visión de juego.

## Vida privada
O'Neill nació y se crio en la ciudad de Toronto, Canadá y posee las nacionalidades de Venezuela, Canadá e Italia, pudiendo incluso optar por la nacionalidad de Irlanda e Irlanda del Norte. Su padre es canadiense de ascendencia irlandesa, y su madre es venezolana de ascendencia italiana.
Aunque nació en Canadá, O'Neill ha manifestado en diversas ocasiones sentirse venezolana y que nunca jugaría para las selecciones de Canadá o Italia. En un principio formó parte de un programa nacional con el equipo de Ontario para representar a la selección de Canadá, pero no se sentía a gusto del entorno en el que se desenvolvía. Igualmente, de joven nunca se planteó de forma seria representar a una selección nacional, ya que estaba más enfocada en jugar en Europa.
Tal como se acostumbra en algunas partes de Sudamérica, O'Neill acostumbra a usar su nombre en su camiseta en vez de su apellido.